# Everett Hindley
Pour les articles homonymes, voir Hindley.
Everett Hindley est un homme politique provincial canadien de la Saskatchewan. Il représente la circonscription de Swift Current à titre de député du Parti saskatchewanais à partir d'une élection partielle en mars 2018.